# Hoofdklasse (zaalkorfbal) 2006/07
De Hoofdklasse (zaalkorfbal) 2006/07 is de 2e editie van de nieuw opgezette Hoofdklasse Zaalkorfbal.
De Hoofdklasse Zaalkorfbal is de 1 na hoogste zaalkorfbalcompetitie van het Nederlandse zaalkorfbal.
De competitie is opgedeeld in 2 Hoofdklassen, A en B. In elke Hoofdklasse spelen 8 teams die elk tegen elkaar uit en thuis spelen. De kampioen van de Hoofdklasse A speelt in de Hoofdklasse Finale tegen de kampioen van de Hoofdklasse B en de winnaar van dit duel promoveert naar de Korfbal League. De verliezend hoofdklasse finalist speelt play-down tegen de nummer 9 van de Korfbal League om alsnog te promoveren.

## Seizoen

### Hoofdklasse A (HKA)
|  | # | team        | gs | gw | gl | vl | pt |
|  | - | ----------- | -- | -- | -- | -- | -- |
|  | 1 | KVS         | 14 | 9  | 2  | 3  | 20 |
|  | 2 | Oost-Arnhem | 14 | 8  | 2  | 4  | 18 |
|  | 3 | VADA 1925   | 14 | 6  | 5  | 3  | 17 |
|  | 4 | SCO         | 14 | 5  | 4  | 5  | 14 |
|  | 5 | Rodenburg   | 14 | 6  | 2  | 6  | 14 |
|  | 6 | Mid-Fryslân | 14 | 5  | 3  | 6  | 13 |
|  | 7 | ROHDA       | 14 | 5  | 1  | 8  | 11 |
|  | 8 | Tilburg     | 14 | 2  | 1  | 11 | 5  |

### Hoofdklasse B (HKB)
|  | # | team               | gs | gw | gl | vl | pt |
|  | - | ------------------ | -- | -- | -- | -- | -- |
|  | 1 | SKF                | 14 | 8  | 4  | 2  | 20 |
|  | 2 | TOP                | 14 | 9  | 1  | 4  | 19 |
|  | 3 | De Meervogels      | 14 | 7  | 1  | 6  | 15 |
|  | 4 | Oranje Wit         | 14 | 6  | 1  | 7  | 13 |
|  | 5 | Vriendenschaar (H) | 14 | 6  | 0  | 8  | 12 |
|  | 6 | Excelsior          | 14 | 5  | 1  | 8  | 11 |
|  | 7 | Noordenveld        | 14 | 4  | 3  | 7  | 11 |
|  | 8 | DVO                | 14 | 5  | 1  | 8  | 11 |

## Play-offs & Finale
| Hoofdklasse Finale |     |    |
|                    |     |    |
| A1                 | KVS | 13 |
| B1                 | SKF | 9  |

## Promotie/degradatie
| Ontknoping |               |    |
|            |               |    |
| KL9        | Koog Zaandijk | 18 |
| H2         | SKF           | 17 |

## Conclusies van het Seizoen
KVS promoveert als Hoofdklasse Kampioen naar de Korfbal League
Koog Zaandijk handhaaft zich in de play-downs en blijft in de Korfbal League
Uit de Hoofdklasse A degraderen ROHDA en Tilburg naar de Overgangsklasse
Uit de Hoofdklasse B degraderen DVO en Noordenveld naar de Overgangsklasse